# Amadok Point
Der Amadok Point (englisch; bulgarisch нос Амадок nos Amadok) ist eine 400 lange Landspitze an der Südküste der Livingston-Insel im Archipel der Südlichen Shetlandinseln. Sie ragt 2 km nordwestlich des Elephant Point und 1,8 km südöstlich des Clark-Nunatak in die Bransfieldstraße hinein.
Die bulgarische Kommission für Antarktische Geographische Namen benannte sie 2005 nach Amadok, König der Thraker von 415 v. Chr. bis 384 v. Chr.